# Nikki Haley
Nimrata Nikki Randhawa Haley (sinh ngày 20 tháng 1 năm 1972) là một chính trị gia Hoa Kỳ, Đại sứ thứ 29 của Hoa Kỳ tại Liên Hợp Quốc, từng là Thống đốc thứ 116 của bang Nam Carolina. Bà là đảng viên của Đảng Cộng hòa, từng là đại diện Quận Lexington trong Nghị viện Nam Carolina từ năm 2005 đến năm 2010.
Haley là người phụ nữ đầu tiên, cũng như người không phải da trắng đầu tiên làm thống đốc Nam Carolina. Nhậm chức năm 38 tuổi và nay ở tuổi 53, Haley là thống đốc trẻ nhất hiện nay ở Hoa Kỳ. Bà là một trong hai thống đốc Hoa Kỳ đương nhiệm có nguồn gốc Ấn Độ, người kia là đồng đảng Cộng hòa Bobby Jindal của bang Louisiana. Bà cũng là người thứ ba không phải là gốc Âu-Mỹ đã được bầu làm thống đốc một tiểu bang miền Nam Hoa Kỳ, sau Douglas Wilder của bang Virginia và Jindal của bang Louisiana.

## Tiểu sử
Haley sinh ra với tên Nimrata Nikki Randhawa tại Bamberg, Nam Carolina, vào ngày 20 tháng 1 năm 1972, trong một gia đình người Ấn Độ theo đạo Sikh. Cha mẹ cô, Ajit Singh Randhawa và Raj Kaur Randhawa, là người nhập cư từ huyện Amritsar, Ấn Độ. Cha cô là một giáo sư sinh học, mẹ cô đã thành lập một cửa hàng bán quần áo. Cô có hai anh em trai, Mitti và Charan, và một chị/em gái, Simran, sinh ra ở Singapore. Haley tốt nghiệp trường trung học Orangeburg Preparatory Schools và Đại học Clemson với văn bằng cử nhân kế toán.
Cô đã giúp mẹ trong kinh doanh; từ năm 13 tuổi cô bắt đầu phụ chăm sóc sổ sách kế toán. Sau khi tốt nghiệp, cô làm việc cho Tổng công ty FCR, một công ty quản lý chất thải và tái chế, trước khi cô quay trở lại công việc kinh doanh của mẹ vào năm 1994 và tiếp quản việc quản lý tài chính. Cô cùng với mẹ xây dựng cửa hàng thành công ty quần áo cao cấp Exotica International, với doanh số bán hàng đạt hàng triệu Mỹ kim (USD).
Haley được bổ nhiệm vào ban giám đốc Phòng Thương mại Quận Orangeburg năm 1998  và ban quản trị Phòng Thương mại Quận Lexington năm 2003. Haley đã trở thành thủ quỹ của Hiệp hội quốc gia của Phụ nữ kinh doanh (National Association of Women Business Owners) năm 2003 và chủ tịch vào năm 2004. Bà từng chủ trì Gala gây quỹ tại Lexington cho các bệnh viện địa phương, cũng như hoạt động trong nhiều hội đoàn tại Lexington về y tế, kinh doanh và thiện nguyện, và là thành viên Câu lạc bộ Rotary (Rotary International) tại Lexington.
Ngày 6 tháng 9 năm 1996, bà kết hôn với Michael Haley, một sĩ quan Quân đội Hoa Kỳ và có hai con là Rena và Nalin. Nikki Haley xác định bản thân mình ngày hôm nay là một tín hữu Kitô giáo theo Phong trào Giám lý, nhưng vẫn tham gia các buổi lễ tôn giáo của đạo Giám Lý và cả đạo Sikh vì "tôn trọng văn hóa của cha mẹ".
Haley đã được bầu vào Nghị viện Nam Carolina từ năm 2004 và được bầu chọn lại nhiệm kỳ 2 vào năm 2006 và nhiệm kỳ 3 năm 2008.

### Tranh cử thống đốc
Trong cuộc bầu cử thống đốc Nam Carolina năm 2010, Haley đã được cựu Thống đốc bang Massachusetts Mitt Romney và cựu Thống đốc Alaska Sarah Palin đề cử và được phong trào Tea Party ủng hộ. Vào ngày 8 tháng 6 năm 2010, trong cuộc bầu cử sơ bộ của đảng Cộng hòa, bà đạt được 49% số phiếu, nhưng không đủ số 50% cần thiết để tránh một cuộc bầu cử đối đầu. Halley thắng vòng kết của Đảng vào ngày 22 tháng 6 với 65%, để được đại diện Đảng Cộng hòa ra tranh cử và giành chiến thắng trong cuộc tổng tuyển cử chức vụ thống đốc ngày 2 tháng 11 năm 2010, với tỉ lệ 51-47%, thắng Vincent Sheheen của Đảng Dân chủ.

## Đại sứ Hoa Kỳ tại Liên Hợp Quốc

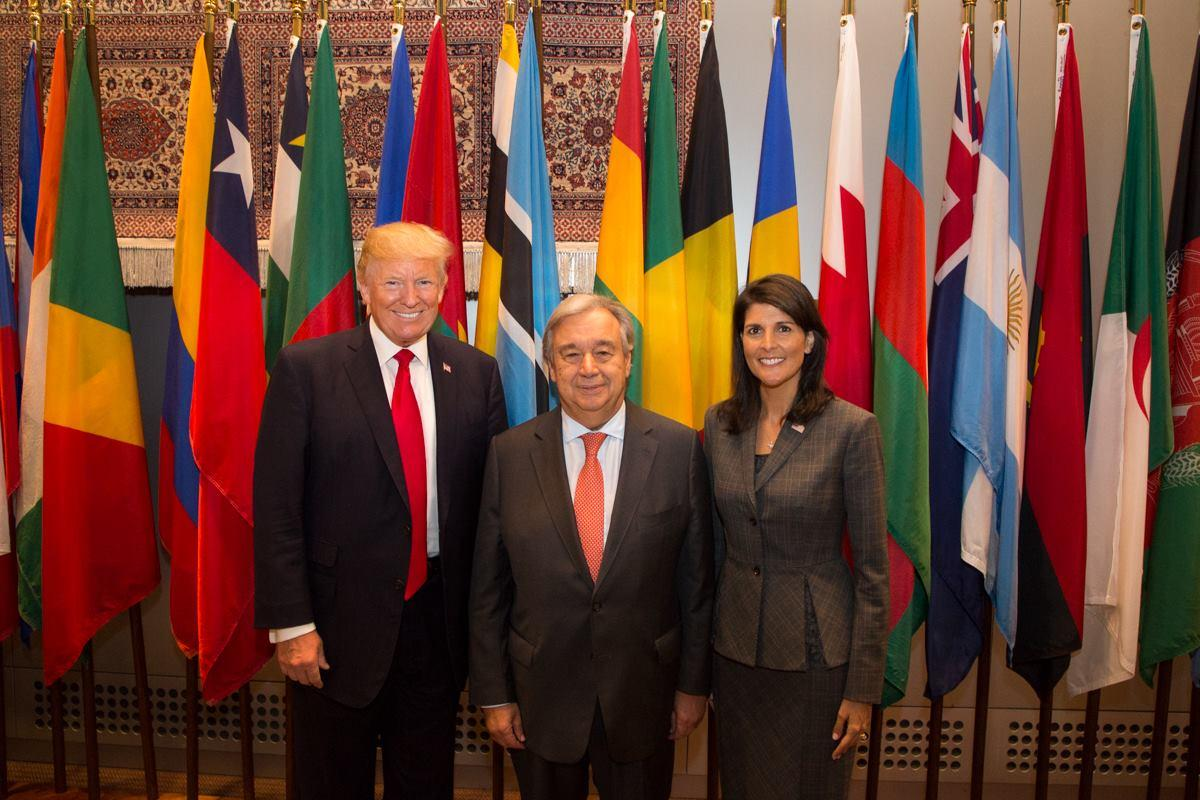
Haley với tổng thống Hoa Kỳ Donald Trump và Tổng thư ký Liên Hợp Quốc António Guterres, tháng 10 năm 2017

Ngày 23 tháng 11 năm 2016, Tổng thống đắc cử Donald Trump đã tuyên bố ý định đề cử Haley cho vị trí Đại sứ Hoa Kỳ tại Liên Hợp Quốc. Vào ngày 20 tháng 1 năm 2017, Tổng thống Trump đã gửi đề cử của Haley cho Thượng viện Hoa Kỳ. Có thông tin cho biết Tổng thống Trump ban đầu muốn chọn Haley vào vị trí của Bộ trưởng Ngoại giao, nhưng mà bà từ chối.
Vào ngày 24 tháng 1 năm 2017, Haley đã được Thượng viện xác nhận với số phiếu 96-4 để trở thành Đại sứ Hoa Kỳ tại Liên hợp quốc. Haley là người Mỹ gốc Ấn đầu tiên giữ một vị trí cấp nội các. Ngay sau đó, bà đã từ chức thống đốc Nam Carolina và phó Thống đốc Henry McMaster lên làm thống đốc bang thay thế.
Haley đã tuyên thệ nhậm chức với phó tổng thống Mike Pence vào ngày 25 tháng 1 năm 2017. Bà đã gặp Tổng thư ký Liên hợp quốc António Guterres vào ngày 27 tháng 1 năm 2017, tại trụ sở Liên hợp quốc tại thành phố New York.

## Tranh cử tổng thống năm 2024
Haley bắt đầu chiến dịch tranh cử tổng thống năm 2024 của mình trong một video chiến dịch vào ngày 14 tháng 2 năm 2023. Haley là người phụ nữ da màu đầu tiên trở thành ứng cử viên chính cho đề cử tổng thống của Đảng Cộng hòa. Bà là cựu thống đốc nữ đầu tiên ra tranh cử tổng thống.
Vào ngày 3 tháng 3 năm 2024, bà trở thành người phụ nữ đầu tiên và là người Mỹ gốc Á đầu tiên trong lịch sử Hoa Kỳ giành chiến thắng trong cuộc bầu cử sơ bộ tổng thống của Đảng Cộng hòa với chiến thắng của bà trong cuộc bầu cử sơ bộ tại Quận Columbia; và sau đó giành chiến thắng trong cuộc bầu cử sơ bộ tại Vermont. Tuy vậy, bà đã đình chỉ chiến dịch tranh cử vào ngày 6 tháng 3, 2024, sau khi Donald Trump dành chiến thắng trong Siêu Thứ ba.

## Quan điểm chính trị
Bà ủng hộ việc giảm thuế cho người dân, giảm lương hưu của công chức, và sử dụng hiệu quả hơn kinh phí cho giáo dục công cộng. Haley đã nói rằng kinh phí cho giáo dục công cộng có thể được sử dụng hiệu quả hơn và đã đề xuất một kế hoạch mà sẽ quyết định mức lương của giáo viên, không chỉ dựa trên thâm niên và trình độ chuyên môn mà còn về hiệu suất kết quả công việc.
Haley là một đối thủ chống lại sự phá thai, ủng hộ sự sống và bác bỏ hôn nhân đồng tính. Bà từng nói: "Tôi ủng hộ sự sống vì có người đã cứu mạng chồng tôi" (Tháng 4 năm 2012) và "Mỗi cuộc sống là đã được ban phước bởi Đức Chúa Trời" (Tháng 11 năm 2010).
Bà cũng chống lại các cải cách y tế Obamacare. Haley ủng hộ đề nghị bổ sung sửa đổi thứ 2 vào Hiến pháp Hoa Kỳ, cho phép quyền sở hữu vũ khí. Tuy ủng hộ việc nhập cư nhưng bà cho là cần giám sát chặt chẽ việc nhập cư bất hợp pháp.

## Liên kết
- Governor Nikki Haley official state website
- Nikki Haley for Governor
- Nikki Haley trên DMOZ

Articles
- Nikki Haley – The First Indian-American Woman Governor, SpeakBindas